# Schweizer Badmintonmeisterschaft 1971
Die Schweizer Badmintonmeisterschaft 1971 fand vom 6. bis zum 7. Februar 1971 in Zürich statt.

## Medaillengewinner
| Disziplin    | Gold                              | Silber                          | Bronze                          |
| ------------ | --------------------------------- | ------------------------------- | ------------------------------- |
| Herreneinzel | Hubert Riedo                      | Edy Andrey                      | Erich Linnemann                 |
| Herreneinzel | Hubert Riedo                      | Edy Andrey                      | Max Lemmenmeier                 |
| Dameneinzel  | Josée Carrel                      | Doris Künzler                   | Vreni Schkölzinger              |
| Dameneinzel  | Josée Carrel                      | Doris Künzler                   | Hedwig Hurst                    |
| Herrendoppel | Edy Andrey Hubert Riedo           | Jürg Honegger Heinz Honegger    | Anton Sauter Erich Linnemann    |
| Herrendoppel | Edy Andrey Hubert Riedo           | Jürg Honegger Heinz Honegger    | Roland Heiniger Max Lemmenmeier |
| Damendoppel  | Mireille Drapel Josée Carrel      | Hedwig Hurst Vreni Schkölzinger | Brigitte Geser Anette Bohlen    |
| Damendoppel  | Mireille Drapel Josée Carrel      | Hedwig Hurst Vreni Schkölzinger | Erika Schneider Sally Honegger  |
| Mixed        | Heinz Honegger Vreni Schkölzinger | Claude Bovard Josée Carrel      | Jürg Honegger Erika Schneider   |
| Mixed        | Heinz Honegger Vreni Schkölzinger | Claude Bovard Josée Carrel      | Hubert Riedo Brigitte Geser     |